# Andrei-Răzvan Lupu
Andrei-Răzvan Lupu (n. 6 mai 1992, Ploiești, România) este un avocat și deputat român, ales în 2020 din partea PLUS, pe listele USR PLUS. 

## Biografie
Andrei Lupu a absolvit școala generală și liceul în Ploiești, iar apoi Facultatea de Drept a Universității din București și Școala Națională de Studii Politice și Administrative.
Intrarea în politică și-a făcut-o în Piața Victoriei, unde a participat, începând cu ianuarie 2017, la Protestele împotriva Ordonanței 13. Acolo a aderat la inițiativa Platforma "România 100" inițiată de Dacian Cioloș, unde a devenit, alături de Raluca Prună, coordonator al echipei de Justiție și Anticorupție. Atunci când aceasta s-a transformat în partid politic, a devenit membru al PLUS, în al cărui Birou Național a fost ales după Convenția națională din ianuarie 2019.
Andrei Lupu este membru al Baroului București și cadru didactic al Facultății de Drept a Universității din București, unde predă drept constituțional și instituții politice. Este căsătorit.
În legislatura 2020-2024, este vicelider de grup al USR PLUS și membru al Comisiei Juridice a Camerei Deputaților.